# Пацифизм

Пацифистский символ (пацифик)

«Сломанная винтовка»: Изображение — его стилизованная, по сравнению с оригиналом, форма — используется с 1931 года в качестве логотипа существующей международной организации политических антимилитаристов и отказников по соображениям совести «Интернационал противников войны».

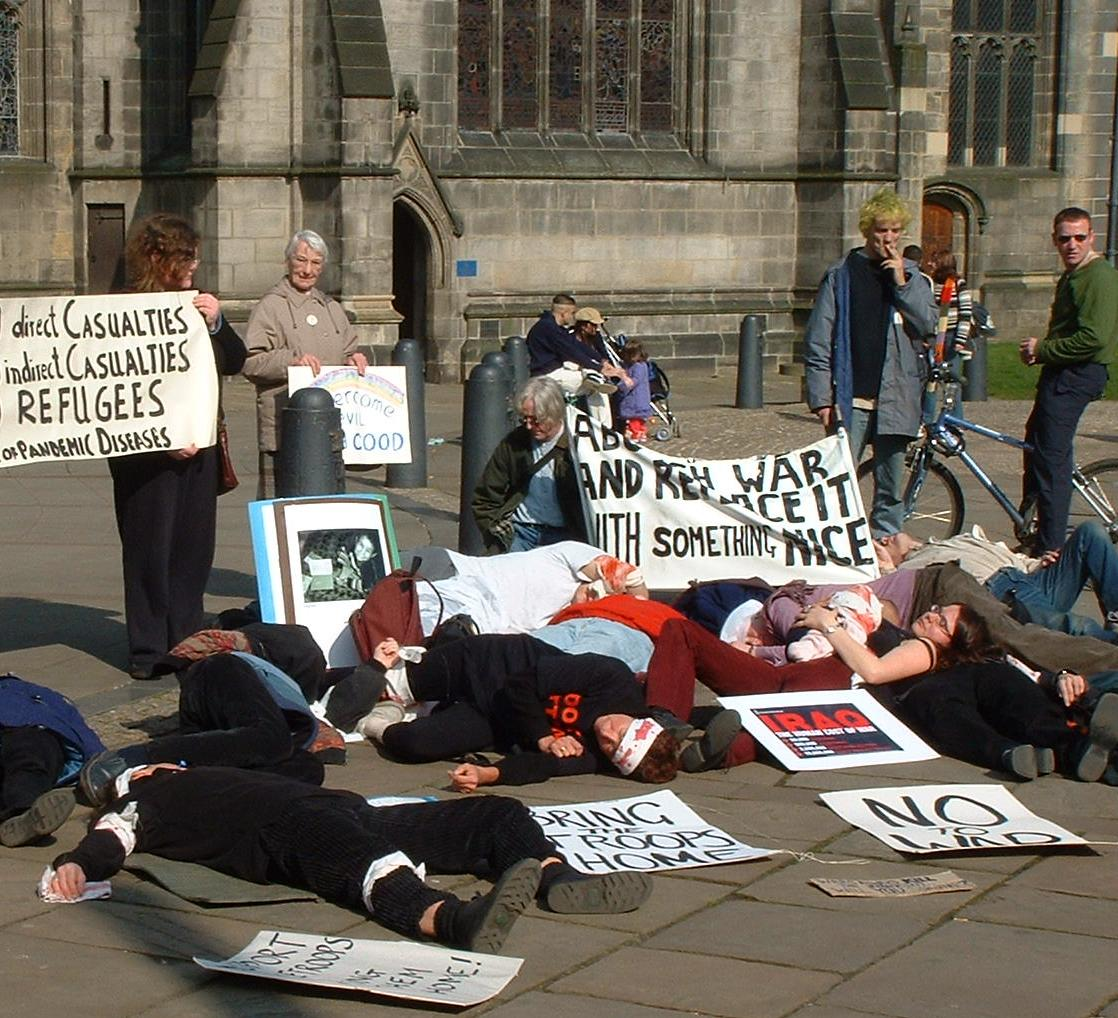
Антивоенная демонстрация на акции против вторжения в Ирак в 2003 году в Шеффилде, Великобритания

Пацифи́зм (от лат. pacificus — миротворческий, от pax — мир и facio — делаю) — идеология сопротивления насилию ради его исчезновения.
К пацифизму относятся и входят в него ненасилие, ненасильственное сопротивление, разоружение, контроль над вооружениями, демилитаризация, антимилитаризм, антивоенное и антиядерное движение, которые часто связываются и смыкаются с ним.
Пацифи́стское движе́ние, движе́ние за мир — антивоенное общественное движение, противодействующее военным методам решения политических конфликтов, в частности осуждением аморальности таких методов. Последовательные пацифисты осуждают всякую войну, отрицая саму возможность войн быть правомерными, национально-освободительными, священными и тому подобное.

## История

### Христианский пацифизм

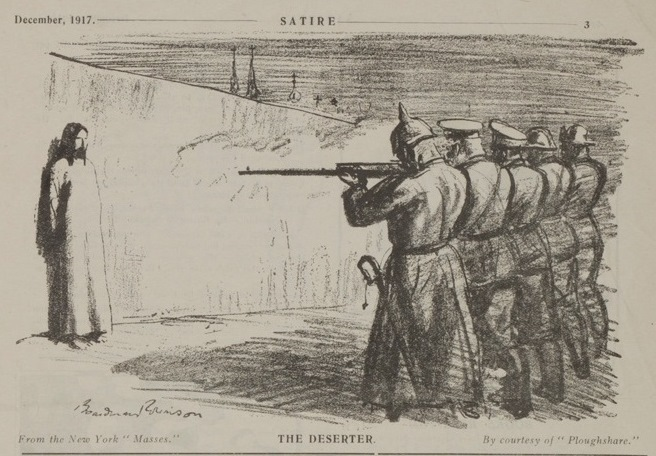
Боурдмен Робинсон — Дезертир, 1916 г. Карикатура времён Первой мировой войны. Иисуса Христа расстреливают солдаты всех воюющих стран.

Пацифисты встречались среди первых христиан. Хотя в Новом Завете прямо не осуждается воинское служение, что видно на примере благочестивого сотника, воинов, приходивших креститься к Иоанну Предтече, сотника Корнилия и других, часть христиан могла избегать военной службы по причине нравственной распущенности, царившей в римской армии, а также из-за нежелания участвовать в языческих ритуалах, сопровождавших военную жизнь.
При этом некоторые раннехристианские писатели придерживались миротворческой пацифистской позиции. Так Иустин Мученик писал: «И мы, которые прежде один другого убивали, не только не враждуем с врагами, но, чтобы не солгать и не обмануть делающих допросы, с радостью исповедуем Христа и умираем». Наиболее ярким выражением пацифизма является трактат Тертуллиана «О венце воина», написанный им по переходе в секту монтанистов. При этом пацифизм не являлся преобладающим направлением в жизни раннехристианской церкви. Примечательно, что нет ни одного известного источника какой-либо христианской церкви об отлучении или епитимье, наложенной на конкретного члена церкви за то, что он был воином. С течением времени всё больше христиан избирало военную службу. При Марке Аврелии они уже вошли в состав одного из легионов Римской армии, XII Молниеносного легиона, при Диоклетиане состояли в личной охране императора. После обретения христианами государственной власти при Константине Великом пацифизм почти исчез из сферы церковной мысли и практики.
Однако пацифизм не умер с принятием большинством христиан идеи оправданности «справедливого» насилия. На рубеже первого и второго тысячелетий нашей эры в монастыре Клюни во Французском королевстве началось движение за утверждение «Божьего мира». От крестьян до короля все давали клятву не развязывать военных действий первыми, избегать любого рода насилия над безоружными.
Последовательно пацифизм отстаивали критики официальной церкви — катары, вальденсы, францисканцы-терциарии, а также гуситы — сторонники Петра Хельчицкого. Против войн выступал и известный христианский гуманист Эразм Роттердамский.
Реформация привела к кровопролитным религиозным войнам. Против них выступило мирное крыло анабаптистов, которые отвергали участие христианина не только в войне, но и в политике. Также последовательными пацифистами были квакеры, возникшие в середине XVII века. Благодаря Александру Маку, организовавшему в 1708 году Братскую церковь, пацифизм стал неотъемлемой частью пиетизма.

### Организованный пацифизм XIX века
Первые пацифистские организации на Западе возникли в Англии и США после наполеоновских войн (в 1815—16 годах) в виде «обществ друзей мира». Первоначальными их основателями были квакеры, но потом движение распространилось по всем странам Европы и вне её и стало совершенно внеконфессиональным и внепартийным движением против войны.
В 1867 году была создана международная Лига мира и свободы. К концу 1880-х — началу 1890-х годов движение получило широкое распространение. В 1889 году на всемирной выставке в Париже собрался 1-й международный конгресс друзей мира, которые после того собирались ежегодно. Международные конгрессы пацифистов неоднократно выступали с предложениями запретить войны, осуществить всеобщее разоружение, а споры, возникающие между государствами, разрешать в международных третейских судах. Виднейшими деятелями пацифизма к началу XX века были Фредерик Пасси, Берта Зутнер, Уильям Стэд.

#### Социалисты
Сторонниками пацифизма были многие социалисты и анархисты. Однако по вопросу об отношении к войне среди них не было единства. Так, во время русско-турецкой войны 1877—1878 годов такие русские социалисты как Кропоткин и Степняк-Кравчинский поддержали Россию, в то время как Маркс занял антироссийскую позицию. Лишь очень немногие анархисты выступили и против России, и против Турции, обосновав свою позицию в манифесте, написанном Шарлем Перроном (Женева), Джеймсом Гильомом (Невшатель), Карло Кафиеро (Италия), Николаем Жуковским (русским эмигрантом в Женеве) и Элизе Реклю.
В 1860-х годах на съездах I Интернационала проводилась мысль, что достаточно рабочим прекратить производство, чтобы парализовать любое воинственное предприятие правительств. Однако когда в 1891—92 годах на съездах II Интернационала нидерландский анархист Д. Ньивенхёйсс дважды вносил аналогичное предложение о том, чтобы в случае возникновения войны ответить на неё всеобщей стачкой в сторонних государствах и специально «военной стачкой» в заинтересованных, — то оба раза, под влиянием таких авторитетов, как Бебель и Либкнехт, предложение это отвергалось. Конгресс II Интернационала 1910 года в Копенгагене также уклонился от принятия предложения Вайяна и Харди о стачке на время войны во всех отраслях производства, относящихся к военному делу, и высказался за парламентскую борьбу с милитаризмом.

#### Толстовство
«Не давайте денег на военные приготовления, не поступайте в военную службу, уйдите с неё, пока в ней находитесь. Это ведь так просто и легко».
Распространение пацифизма в Российской империи во многом было связано с учением Льва Толстого. Толстой подчеркивает важность искреннего принятия исходных догматов христианства, не искажённых официальными конфессиями, в частности, православием. В особенности он обращает внимание на важность неукоснительного соблюдения запрета на убийство и насилие, даже в тех случаях, когда таковые диктуются государственными интересами.

#### Духоборы
В 1890-х годах члены секты духоборов решительно вернулись к принципу строгого пацифизма. Движение охватило все духоборческие общины Закавказья: духоборы склоняли солдат к отказу от службы, возвращали свои ополченские и запасные билеты, собирали имевшееся у них оружие и жгли на площадях. Движение это вызвало суровые репрессии, расселение духоборов по глухим местам Закавказья, и в 1898 году, после долгих поисков и при помощи поддерживавших их толстовцев и американских квакеров, духоборы в числе около 8000 человек выселились в Канаду, придерживаясь и там того взгляда, что «от войны и скотобоя — всё зло на земле; от войны оптом, от скотобойни — по рознице».

### Пацифизм в СССР
Официальный курс Союза ССР на мир и разоружение был основан на готовности граждан Советского Союза к выполнению «долга по защите Родины», в связи с чем граждане, которые выражали негативное отношение к армии, авиации, флоту и военной службе вообще, подвергались преследованиям как антисоциальные и антисоветские элементы. С 1960-х годов это были, прежде всего, представители молодёжных субкультур, в частности хиппи. И хотя в уголовных кодексах РСФСР и других союзных республик не было статей о пропаганде пацифизма, пацифисты подвергались уголовному преследованию по другим подходящим статьям: «тунеядство», «уклонение от призыва на срочную службу в вооружённые силы», «злостное хулиганство», «антисоветская агитация и пропаганда», «клевета на государственный и общественный строй».
См. также Группа за установление доверия между СССР и США, Свободная инициатива.

### Современность
Деятельность пацифистов привела к тому, что в законодательстве многих государств и стран, где существует воинская обязанность, была предусмотрена возможность её замены альтернативной гражданской службой.
Пацифисты используют различные формы протеста против войны и насилия, в том числе такие необычные, как «Die-in» (имитация смерти).

## Критика
Пацифизм подвергается критике с разных сторон.
Роберт Ауман, лауреат Нобелевской премии по экономике 2005 года, объясняет: «Когда агрессор видит, что его методы работают, он продолжает им следовать и выдвигает всё новые и новые требования. Если агрессор встречает решительное сопротивление, он пересматривает свой подход. Пацифизм ведёт к войне, так как страна, где он становится идеологией, начинает играть по правилам агрессора».
Протестантский теолог и философ Райнхольд Нибур писал:
- «примитивное христианское морализирование бессмысленно и ведёт к путанице»;
- «нельзя считать, будто мы можем действовать в истории, лишь будучи невиновными»;
- «зло тирании иногда можно устранить только путём войны, а сентиментальные иллюзии ведут к капитуляции перед тиранией»;
- «представления пацифистов о человеческой природе целиком строятся на иллюзиях, что христиане должны защищать твердыни цивилизации»;
- «пацифизм не понимает трагизма истории».

### Основные тексты
- Лев Толстой «Царство Божие внутри вас» (1890—93 гг.)
- Лев Толстой «К итальянцам» (1896 г.)
- Лев Толстой «Одумайтесь!» (1904 г.)
- Лев Толстой «Закон насилия и закон любви» (1908 г.)
- Лев Толстой. Не могу молчать: Статьи о войне, насилии, любви, безверии и непротивлении злу. / с предисловием П. В. Басинского. — М.: Альпина  Паблишер, 2022. — 332 с. — ISBN 978-5-9614-8099-3.
- А. Швейцер о Мо-Цзы и Лао-Цзы — из статьи «Христианство и мировые религии»
- Н. Н. Гусев «Отношение первых христиан к войне»
- П. Брок «Отношение к ненасилию в пацифистских сектах в средние века и раннее новое время» // «Ненасилие как мировоззрение и образ жизни», М.: ИВИ РАН, 2000.
- Эразм Роттердамский «Жалоба мира» (1517 г.)
- Б. фон Зуттнер «Долой оружие!» (1889 г.)
- М. А. Поповский [www.belousenko.com/wr_Popovsky.htm «Русские мужики рассказывают. Последователи Л. Н. Толстого в Советском Союзе 1918—1977»]. L., 1983
- П. В. Веригин «Декларация братской жизни» (1898 г.)
- П. И. Бирюков «Гонение на христиан в России в 1895 г.» — о духоборах
- Н. Н. Молчанов «Война войне» (недоступная ссылка) — фрагмент из книги «Жан Жорес» (ЖЗЛ), М., 1986
- «Нобелевская премия мира 1947 года» — о квакерах
- «Почему Свидетели Иеговы не участвуют в войнах?» // «Сторожевая Башня», 1 июля 2008.
- Д. Хайнц «Адвентисты седьмого дня и отказ от участия в военных действиях: историческая перспектива» // «Ненасилие как мировоззрение и образ жизни». — М.: ИВИ РАН, 2000.
- У. Саватский «Протестанты-пацифисты в Советской России в межвоенный период» // «Долгий путь российского пацифизма», М.: ИВИ РАН, 1997.
- Архимандрит Спиридон (Кисляков) «Исповедь священника перед церковью» (1916 г.)
- М. и Л. Цвик «Дороти Дей, пророк пацифизма в Католической Церкви»
- «Биография» Хана Абдул Гаффар-хана — ненасилие и ислам.
- Б. Рассел «Автобиография» // «Иностранная литература», 2000, № 12
- Т. И. Телюкова «Московская группа „Доверие“» — см. Группа за установление доверия между СССР и США

### Исследования
- Ф. Дайсон. Оружие и надежда. — М.: Прогресс, 1990.
- Пацифизм в истории: идеи и движения мира / отв. ред. А. О. Чубарьян. — М.: Институт всеобщей истории РАН, 1997. — 289 с.
- Долгий путь российского пацифизма / отв. ред. Т. А. Павлова. — М.: Институт всеобщей истории РАН, 1997. — 374 с.
- Сдвижков Д. А. Против „железа и крови“. Пацифизм в Германской империи. — М.: Институт всеобщей истории РАН, 1999. — 332 с.
- Гленн Д. Пейдж. Общество без убийства: возможно ли это? / пер. с англ. А. Старцевой, В. Смирнова. — СПб.: Издательство Санкт-Петербургского государственного университета, 2005.
- Стволыгин К. В. Отказы от военной службы вследствие убеждений в Российской империи. — Минск: Республиканский институт высшей школы, 2010.
- Гордеева И. А. Отказы от военной службы и формирование пацифистского движения в России в конце XIX — начале XX века // Крестьяноведение. — 2018. — Т. 3, вып. 4. — С. 78—104.

### Критика
- Даниленко И. С., Гусева О. Г. Потушим ли факел Герострата? Толстой и Драгомиров: спор продолжается // Учительская газета. — 2003. — 24 июня (№ 26).